# 5e cérémonie des Magritte du cinéma
La 5e cérémonie des Magritte du cinéma, organisée par l'Académie André Delvaux, s'est déroulée le 7 février 2015 au Square de Bruxelles. Elle a récompensé les films sortis entre le 16 octobre 2013 et le 15 octobre 2014. Présidée par François Damiens, elle est présentée par Charlie Dupont et diffusée en direct et en clair sur BeTV.
Les nominations ont été annoncées le 7 janvier 2015.
Le Magritte d'honneur est attribué à l'acteur Pierre Richard.

## Palmarès

### Meilleur film
- Deux jours, une nuit de Jean-Pierre Dardenne et Luc Dardenne
  - Henri de Yolande Moreau
  - La Marche de Nabil Ben Yadir
  - Les Rayures du zèbre de Benoît Mariage
  - Pas son genre de Lucas Belvaux

### Meilleur réalisateur
- Deux jours, une nuit : Jean-Pierre Dardenne et Luc Dardenne
  - Henri : Yolande Moreau
  - La Marche : Nabil Ben Yadir
  - Pas son genre : Lucas Belvaux

### Meilleur film flamand
- Marina de Stijn Coninx
  - I'm the Same, I'm an Other de Caroline Strubbe
  - Labyrinthus de Douglas Boswell
  - Welcome Home de Tom Heene

### Meilleur film étranger en coproduction
- Minuscule : La Vallée des fourmis perdues de Hélène Giraud et Thomas Szabo
  - Je fais le mort de Jean-Paul Salomé
  - Une promesse de Patrice Leconte
  - Violette de Martin Provost

### Meilleur scénario original ou adaptation
- Pas son genre : Lucas Belvaux
  - Deux jours, une nuit : Jean-Pierre Dardenne et Luc Dardenne
  - Henri : Yolande Moreau
  - La Marche : Nabil Ben Yadir

### Meilleure actrice
- Pas son genre : Émilie Dequenne
  - Je te survivrai : Ben Riga
  - Maestro : Déborah François
  - Tokyo Fiancée : Pauline Étienne
  - Welcome Home : Manah Depauw

### Meilleur acteur
- Deux jours, une nuit : Fabrizio Rongione
  - Je fais le mort : François Damiens
  - Les Rayures du zèbre : Benoît Poelvoorde
  - Lulu femme nue : Bouli Lanners

### Meilleure actrice dans un second rôle
- La Marche : Lubna Azabal
  - Deux jours, une nuit : Christelle Cornil et Catherine Salée
  - Pas son genre : Anne Coesens

### Meilleur acteur dans un second rôle
- Saint Laurent : Jérémie Renier
  - Je te survivrai : David Murgia
  - La Marche : Olivier Gourmet
  - Suzanne : François Damiens

### Meilleur espoir féminin
- Baby Balloon : Ambre Grouwels
  - Marina : Evelien Bosmans
  - Rosenn : Hande Kodja
  - Tokyo Anyway : Emilie Maréchal

### Meilleur espoir masculin
- Les Rayures du zèbre : Marc Zinga
  - Je fais le mort : Corentin Lobet
  - Marina : Matteo Simoni
  - Tokyo anyway : Benjamin Ramon

### Meilleure image
- L'Étrange Couleur des larmes de ton corps : Manu Dacosse
  - Le Goût des myrtilles : Philippe Guilbert et Virginie Saint-Martin
  - Tokyo Fiancée : Hichame Alaouié

### Meilleur son
- Pas son genre : Henri Morelle, Luc Thomas
  - Deux jours, une nuit : Benoît De Clerck, Thomas Gauder
  - L'Étrange Couleur des larmes de ton corps : Dan Bruylandt, Mathieu Cox, Olivier Thys

### Meilleurs décors
- Marina : Hubert Pouille
  - Deux jours, une nuit : Igor Gabriel
  - L'Étrange Couleur des larmes de ton corps : Julia Irribarria

### Meilleurs costumes
- Marina : Catherine Marchand
  - L'Étrange Couleur des larmes de ton corps : Jackye Fauconnier
  - Tokyo Fiancée : Claire Dubien

### Meilleure musique originale
- Puppylove : Soldout (David Baboulis et Charlotte Maison)
  - Henri : Wim Willaert
  - Pas son genre : Frédéric Vercheval

### Meilleur montage
- La Marche : Damien Keyeux
  - Deux jours, une nuit : Marie-Hélène Dozo
  - Pas son genre : Ludo Troch

### Meilleur court-métrage
- La Bûche de Noël de Stéphane Aubier et Vincent Patar
  - En attendant le dégel de Sarah Hirtt
  - La Part de l'ombre  d'Olivier Smolders
  - Les Corps étrangers de Laura Wandel

### Meilleur long métrage documentaire
- Quand je serai dictateur de Yaël André
  - L'Âge de raison : Le cinéma des frères Dardenne d'Alain Marcoen et Luc Jabon
  - Rwanda, la vie après - Paroles de mères de Benoît Dervaux et André Versaille
  - Waiting for August de Teodora Ana Mihai

### Magritte d'honneur
- Pierre Richard

### Premier film
À la différence des autres Magritte, celui du premier film était décerné par le public (jusqu'en 2015).
La 9e chambre civile du Tribunal de première Instance francophone de Bruxelles, par un jugement prononcé le 22 novembre 2019, a invalidé les résultats du concours pour le Magritte du premier film 2015. Le film gagnant devrait être Marbie, star de Couillu les 2 Églises de Dominique Smeets. L'Académie André Delvaux a fait appel du jugement. La Cour d’Appel de Bruxelles a, par son arrêt du 8 mars 2022, de donner raison à l’Académie André Delvaux, dans l’affaire qui l’opposait à l’asbl Big Bang Prod concernant la remise du Magritte du Premier film 2015.  
Après sept années de procédure, la justice a déclaré infondé l’ensemble des accusations de tricherie et de collusion, dont l'Académie André Delvaux a fait l’objet. La Cour a confirmé que la procédure attribuant le vote pour l’attribution du Magritte du Premier film 2015 n’était pas entachée d’irrégularités. Elle a réformé le jugement du tribunal de première instance du 22 novembre 2019 et a débouté le producteur de Marbie, star de Couillu les 2 Églises.
- 'Je te survivrai de Sylvestre Sbille
  - Le Vertige des possibles de Vivianne Perelmuter
  - Marbie, star de Couillu les 2 Églises de Dominique Smeets
  - Post partum de Delphine Noels
  - Puppylove de Delphine Lehericey
  - Tokyo Anyway de Camille Meynard
  - Yam Dam de Vivian Goffette

## Statistiques

### Nominations multiples
8 : Deux jours, une nuit - Pas son genre
6 : La Marche
5 : Marina
4 : Henri - L'Étrange Couleur des larmes de ton corps
3 : Je fais le mort - Les Rayures du zèbre - Tokyo fiancée
2 : Je te survivrai - Tokyo anyway - Welcome Home

### Récompenses multiples
3 : Pas son genre - Marina - Deux jours, une nuit
2 : La Marche

## Controverse
Lors de l'édition 2015, une polémique éclate à la suite de la victoire  du film Je te survivrai. L'équipe du film Marbie, star de Couillu les 2 Églises dénonce « un concours qui n'en est pas un », en raison notamment de l'absence d'un huissier pour contrôler les votes, ou encore d'une prolongation non justifiée de la durée de vote. Des soupçons portent sur les résultats du film vainqueur, qui a battu Marbie sur le fil, tandis que le gestionnaire web chargé de recueillir les votes du public en lignes aurait reconnu avoir divulgué des résultats intermédiaires pour les besoins de la production de l'émission  de télévision.
Après une première décision, en décembre 2019, du Tribunal de première instance francophone de Bruxelles qui a tranché en faveur de Marbie et a invalidé la procédure de votes, la Cour d'Appel de Bruxelles a, par un arrêt du 8 mars 2022, réformé le jugement de décembre 2019 et a confirmé qu'elle n'était pas entachée d'irrégularité. Le lauréat du Magritte du Premier film 2015 reste donc le film Je te survivrai de Sylvestre Sbille.